# Michael Schirner
Michael Schirner (* 16. Mai 1941 in Chemnitz) ist ein deutscher Künstler und Kommunikationsdesigner sowie Geschäftsführer der Schirner Zang Institute of Art and Media GmbH. Er war an verschiedenen Hochschulen Hochschullehrer.

## Leben
Schirner studierte nach dem Abitur an der Hochschule für bildende Künste Hamburg bei Bazon Brock. Er arbeitete ab 1969 bei Werbeagenturen in Frankfurt am Main, Hamburg und Düsseldorf, zuletzt als Geschäftsführer und Gesellschafter einer Projektagentur.
Ab 1989 lehrte Schirner als Professor für „Visuelle und Verbale Kommunikation“ an der Hochschule für Künste Bremen und wurde dort 1996 zum Honorarprofessor ernannt. 1999 wurde er Professor für Grafikdesign und Kommunikation am Zentrum für Kunst und Medien der Staatlichen Hochschule für Gestaltung Karlsruhe. Außerdem war er Gastprofessor an der Central Academy of Fine Arts in Peking (2002) und an der Fakultät für Design der Universität Kyūshū in Japan (2004).
Seit 2002 arbeitet Schirner mit Kexin Zang zusammen, einer chinesischen Künstlerin und Kommunikationsdesignerin, mit der er 2011 das Schirner Zang Institute of Art und Media GmbH und ein Jahr später die Stiftung Schirner Zang Foundation zur Förderung von Kultur, Kunst und Wissenschaft und europäisch-asiatischem Austausch gründete.
Schirner ist seit 2011 mit Kexin Zang verheiratet.

## Werk
Schirners Werk wurde in internationalen Museen und Galerien gezeigt und umfasst Malerei, Fotografie, Medienkunst, Installation und Performance. 2010 präsentierte das Haus der Fotografie in den Deichtorhallen Hamburg den Künstler in einer Einzelausstellung mit seinen Arbeiten der Medienkunstserie „BYE BYE“ – der Weiterentwicklung seiner „Pictures In Our Minds“, einer Fotoausstellung ohne Fotos – die 2013 mit Outdoor-Installationen auf dem  Photography Festival in Toronto, Kanada, gezeigt wurde.

## Ausstellungen (Auswahl)
- 1985: Pictures in our minds. Einzelausstellung, Hamburger Messehallen[4]
- 1988: Kisuaheli neumix. Einzelausstellung, Gallery Hans Mayer[5]
- 2010: BYE BYE. Einzelausstellung, Deichtorhallen Hamburg[6]
- 2013: Pictures In Our Minds. Outdoor Installation, Scotiabank CONTACT Photo Festival, Toronto[7]

## Publikationen
- Werbung ist Kunst. Klinkhardt & Biermann, München 1988, ISBN 3-7814-0277-0.

### Ausstellungskataloge
- Kisuaheli neumix, Ausstellungskatalog, Gallery Hans Mayer, 1988.

- Michael Schirner BYE BYE. Katalogbuch zur Ausstellung in den Deichtorhallen Hamburg, Hrsg. Markus Peichl, Distanz Verlag, Berlin 2010, ISBN 978-3-942405-01-0.